# Opinió pública
L'opinió pública és el conjunt de creences, discursos i percepcions dominants del poble d'un indret determinat sobre un assumpte que, baix l'amenaça de l'aïllament, li'l provoca a qui no està conforme. Es pot conèixer a través del sufragi (ja que els ciutadans en democràcia votaran el partit que millor reflecteixi la seva opinió), de tècniques de recollida de dades (com l'enquesta, l'entrevista o els manifests) o a través de les manifestacions, siguin o no espontànies. Si l'opinió pública es modifica en Estats amb sobirania popular, pot canviar el règim de govern, per això la premsa i la propaganda miren d'influir-hi.
La formació de l'opinió pública es dona davant un procés continu on interactuen els comportaments de l'individu amb el control que exerceix el mateix individu sobre els altres.

## El pensament de Jürgen Habermas
Jürgen Habermas (1929) va ser un pensador, que es va dedicar a la política i a la societat, que es va especialitzar en l'estudi de la comunicació i l'anàlisi de l’opinió pública.
Aquesta teoria analitza críticament la societat capitalista des d'un posicionament evolutiu. Tracta qüestions relacionades amb la selecció i neix a l'Escola de Frankfurt. No s'interessa per allò que és, sinó més aviat per allò que ha der ser. Fa una aproximació al conjunt de les ciències socials molt influenciada per les obres inicials de Karl Marx i Sigmund Freud.
Habermas concep aquesta teoria com un debat públic en el qual es delibera sobre les crítiques i propostes de diferents persones, grups i classes socials. Va tibar els fils i va buscar en la història més recent com podia haver sorgit aquesta tendència. Fins que va arribar a l'Anglaterra burgesa del segle xviii. En aquells moments, Anglaterra estava a punt d'expandir-se i va arribar a quadruplicar els beneficis de la corona. Al segle xviii a Anglaterra es comença a observar el creixement de la cultura urbana, que ens parlava del desenvolupament d'un nou estil de vida: teatres, operes i museus, creixement d'estructures de cultura, biblioteques públiques i les grans editorials. A més, la producció literària i de premsa, s'apropava a les masses. El que la cultura urbana estava provocant era un augment de la formació cultural de la població: s'havien format i tenien una opinió fomentada. A part d'això, es produeix l'aparició de grups de debat públic sobre els afers polítics situats entre l'esfera privada i l'esfera estatal. Es reunien en bars i cafès.
Considera que després del desenvolupament en el segle xviii, l'espai públic on és possible l'opinió pública i que és "controlat per la raó" entra en declivi, ja que la publicitat crítica donarà a poc a poc lloc a una publicitat "de demostració i manipulació ", al servei d'interessos privats.
Com a conclusió, deia que l'esfera pública burgesa va ser el naixement dels àmbits de debat informatiu, públic i raonat per la consolidació del qual va ser clau el sorgiment de la premsa comercial lliure, la independent. Aquest model de premsa independent va funcionar fins al 1870.
Aquesta critica la va fer expansiva amb altres mitjans i tot i així va tenir detractors. La més important de les crítiques sosté que hi ha un control o manipulació dels mitjans per aquest control. L'exerceixen els grups de producció econòmics, per tant, només culpabilitzaven als mitjans de comunicació en un posicionament esbiaixat i lluny de la realitat.